# British Eagle International Airlines
British Eagle International Airlines ou simplement Bristish Eagle et entre 1960 et 1963 Curnard-Eagle, est une ancienne compagnie aérienne britannique, active de 1948 à 1968.

## Origine
British eagle a été constituée en 1948. Comme d'autres compagnies créées à la même époque, elle s'appuyait sur des avions de la seconde guerre mondiale, disponibles à très bas prix. Son fondateur, Harold Bamberg, était lui même un ancien combattant de la RAF. Ses premières activités utilisaient des Handley Page Halifax converti comme avion cargo, qui furent par exemple affrétés par le gouvernement pour participer au Pont aérien de Berlin. 

## Curnard-Eagle
À partir de 1953, la compagnie utilise des Douglas DC-3 sur ders vols charters, puis réguliers. Elle achète ensuite des Vickers VC.1 Viking et étend son réseau en Europe. En 1960, elle est rachetée par Cunard Line dont elle devient la branche aérienne. British Eagle, renommée Curnard-Eagle connait une phase de forte croissance, et prend livraison d'avion long-courrier : Douglas DC-6, Bristol Britannia, et Boeing 707.

## Dernières années
En 1962, Cunard signe un partenariat avec la British Overseas Airways Corporation, et dépouille Cunard-eagle de ses 707 et de ses lignes long-courrier les plus prestigieuses et lucratives. Harold Bamberg reprend le contrôle de la société en 1963, mais ne parvient à relancer durablement la compagnie, qui disparait en 1968,.

## Accidents
- Vol British Eagle International Airlines 802 en 1964